# Žan Tabak
Žan Tabak (Split, 15. lipnja 1970.) je bivši hrvatski profesionalni košarkaš. Igrao je na poziciji centra, a bio je isto tako član jugoslavenske i hrvatske košarkaške reprezentacije. Kao član hrvatske reprezentacije 1992. godine dobitnik je Državne nagrade za šport "Franjo Bučar". Tri godine (od 2006. do 2009.) proveo je na mjestu pomoćnog trenera Real Madrida.

## Karijera

#### Europa
Košarkašku karijeru započeo je 1985. u dresu Jugoplastike Split. U nekoliko godina provedenih u Splitu, osvojio je tri uzastopna naslova europskog prvaka. Izabran je u 2. krugu (51. ukupno) NBA drafta 1991. od Houston Rocketsa, ali nije odmah otišao u Ameriku nego je ostao u Splitu. Nakon proglašenja Hrvatske samostalnosti i raspada Jugoslavije 1991. godine, Tabak je pozvan u hrvatsku reprezentaciju za odlazak na Olimpijske igre u Barceloni. Zajedno s budućim članom košarkaške Kuće slavnih Draženom Petrovićem, odveo je hrvatsku reprezentaciju do srebra na Olimpijskim igrama, izgubivši u finalu od američkog Dream teama, predvođenu najboljim košarkašem u povijesti NBA Michaelom Jordanom. Tabak je karijeru nastavio u talijanskom prvenstvu, igrajući za Baker Livorno i Recoaro Milano. U dvije sezone koje je proveo u talijanskom prvenstvu, prosječno je bilježio double-double učinak, gađajući odličnih 60 % iz igre. 

#### NBA
Karijeru je nastavio u NBA, kada je 20. srpnja 1994. potpisao za momčad Houston Rocketsa. Prve minute u NBA ligi odigrao je 5. studenog 1994. godine. Kao novak imao je malu minutažu, prosječno igrajući na parketu oko 5 minuta po susretu. Ukupno je te sezone zabilježio 37 nastupa u dresu Rocketsa. Sljedeće godine je na proširujućem NBA draftu izabran je od strane Toronto Raptorsa. Ondje je zabilježio nekoliko NBA utakmica u početnoj petorci, igrajući nešto više minuta po utakmici. Međutim, koncem sezone 1995./96. ozlijedio se i propustio završnicu NBA prvenstva. Sljedeće sezone zbog ozljede stopala odigrao je samo 13 utakmica. Nakon što se oporavio, odmah je zaradio drugu ozljedu. Slomio je kost u desnoj ruci, i Raptorsi su ga razmjeni igrača u veljači 1998. poslali u Boston Celticse.
Tabak se sljedeće sezone vratio u Europu i potpisao za turski Fenerbahçe. Međutim, vratio se natrag u NBA ligu zaigravši za momčad Indiana Pacersa. Sezona 2000./01. posljednja je NBA sezona za Tabaka, usprkos tome što je popravio svoje brojke u NBA karijeri.

#### Povratak u Europu
Tabak je nakon povrataka proveo 4 godine kao član španjolskih klubova Real Madrida,DKV Joventuta i Unicaje Málage. Karijeru je završio kao pobjednik, slavivši s Unicajom u finalu španjolskog Kupa kralja. 

## Vanjske poveznice
- Profil na NBA.com
- Profil  Arhivirana inačica izvorne stranice od 13. ožujka 2021. (Wayback Machine) na Basketpedya.com